# Hinx
Hinx é uma comuna francesa na região administrativa da Nova Aquitânia, no departamento Landes. Estende-se por uma área de 15,51 km². Em 2010 a comuna tinha 1 921 habitantes (densidade: 123,9 hab./km²).